# 金融情報システムセンター
公益財団法人金融情報システムセンター（きんゆうじょうほうシステムセンター　英語名称：The Center for Financial Industry Information Systems）は内閣府所管の公益財団法人である。政府系シンクタンクかつ金融業界の自主規制機関であり、金融機関・生損保・証券・コンピュータメーカー等の出捐により1984年（昭和59年）に創設され、平成23年４月から公益財団法人へ移行した。

## 会員
- 660機関(2019年3月31日現在)

都市銀行、地方銀行、第二地方銀行、信託銀行、長期信用銀行、外国銀行、信金中央金庫、信用金庫、全国信用協同組合連合会、信用組合、農林中央金庫、商工組合中央金庫、労働金庫連合会、各都道府県信用農業協同組合連合会、生命保険会社、損害保険会社、証券会社、銀行系カード会社、日本クレジット産業協会、メーカー、電機通信・情報通信会社、情報システム会社 他

## 概要
- 所在：東京都中央区入船2-1-1 住友入船ビル4階
- 理事長：稲垣光隆
- 常務理事：高橋経一
- 職員45名

（2020年1月1日現在）

## 事業
- 金融情報システムの安全対策の普及・推進
- システム監査の普及
- 諸制度等の調査研究
- 金融機関等の最新動向調査
- 各種研究会活動
- 金融関連インフラの調査研究安全指針